# Systellogaster
Systellogaster är ett släkte av steklar. Systellogaster ingår i familjen puppglanssteklar.
Kladogram enligt Catalogue of Life:
| Systellogaster | \| \| Systellogaster gahani \| \| \| \| \| \| Systellogaster ovivora \| \| \| \| |
|                | \| \| Systellogaster gahani \| \| \| \| \| \| Systellogaster ovivora \| \| \| \| |
|                | Systellogaster gahani                                                            |
|                |                                                                                  |
|                | Systellogaster ovivora                                                           |
|                |                                                                                  |